# Stegnogramma burksiorum
Stegnogramma burksiorum là một loài dương xỉ trong họ Thelypteridaceae. Loài này được J.E. Watkins & Farrar Weakley mô tả khoa học đầu tiên năm 2011.